# The Narrow Way
The Narrow Way è una suite musicale dei Pink Floyd, composta dal chitarrista del gruppo David Gilmour per l'album Ummagumma. In realtà, rispetto alle altre suite presenti sull'album ("Sysyphus" e "The Grand Vizier's Garden Party"), la composizione di Gilmour presenta una certa soluzione di continuità fra le sue parti, così che in questo caso è forse più corretto parlare di tre brani differenti, anche se essi sono sempre incentrati sulle trame della chitarra.
La prima parte è costruita su una variazione in Re maggiore di arpeggi di chitarra acustica, e deriva da un nucleo che il gruppo aveva già da qualche tempo nel repertorio.
Una progressione di chitarra distorta introduce alla seconda parte, più aggressiva della prima e delineata da un riff vorticoso e fortemente psichedelico.
La terza parte, l'unica con la presenza di una voce (quella di Gilmour), parte da una tenue base di organo e chitarra, e genera col cantato di Gilmour un'atmosfera calda e sognante. Il pezzo era già presente nelle scalette di numerosi concerti dei Pink Floyd prima dell'incisione del disco, ma il testo, per la cui stesura Gilmour si trovò in difficoltà, è grossomodo originale.

## Formazione
- David Gilmour - chitarra, voce, basso, organo, piano, batteria